# Альберт Гайм
Альберт Гайм (12 квітня 1849 – 31 серпня 1937) — швейцарський геолог, відомий своєю тритомною Geologie der Schweiz.
Народжений у Цюриху, здобув освіту в Цюрихському та Берлінському університетах. Дуже рано він зацікавився фізичними особливостями Альп, і у віці шістнадцяти років зробив модель для групи Теді. Це привернуло увагу Арнольда Ешера фон дер Лінта, якому Гайм був зобов'язаний за велику підтримку та геологічні інструкції в цій галузі.
У 1873 році він став професором геології в політехнічній школі в Цюріху, а в 1875 році — професором геології в університеті. Того ж року він одружився з Марією Гайм-Фьоґтлін, першою жінкою-лікаркою Швейцарії. У 1882 році призначений директором Геологічної служби Швейцарії, а в 1884 році в Бернському університеті йому присвоєно почесний ступінь доктора філософії.
Він особливо відзначився своїми дослідженнями будови Альп і висвітленням структури гірських масивів загалом. Він простежив складчастість від малих до великих етапів і проілюстрував чудові складчасті та насунуті розломи в численних розрізах і за допомогою графічних малюнків. Його початково хибне тлумачення Ґларнських Альп як результату згортання, а не великого розлому насуву, він визнав помилковим у 1901 році, що не применшило його надзвичайно суттєвого внеску.
Його праця Mechanismus der Gebirgsbildung (1878) зараз вважається класичною, і вона надихнула професора Ч. Лапворта на його блискучі дослідження Шотландського нагір'я (див. Geol. Mag., 1883). Значну увагу Гайм приділяв також льодовиковим явищам альпійських областей. У 1904 році Лондонське геологічне товариство присудило йому медаль Волластона, а в 1905 році він став членом Королівської академії наук Швеції.
Постійний кінетичний коефіцієнт тертя, який контролює рух пірокластичних потоків і лавин, названо коефіцієнтом Гайма на честь Альберта Гайма. На його честь також назвали хребет Дорсум Гайм на Місяці.
У 1908 році, на 25-річчя заснування Швейцарського кінологічного клубу, Франц Шертенліб показав двох короткошерстих бернських зенненгундів Гайму, захиснику швейцарських зенненгундів. Гайм визнав їх представниками старого, зниклого великого гірського собаки, предки якого були дуже поширені по всій Європі де їх розводили як сторожових, тяглових та вівчарських собак.
Гайм був експертом із зенненгундів і сприяв та заохочував їх розведення. Ці зусилля привели до відновлення породи. У 1909 році собаки були визнані як окрема порода Швейцарським кінологічним клубом і внесені як «Grosser Schweizer Sennenhund» у том 12 Швейцарської племінної книги. Перший клуб породи був створений у 1912 році для популяризації великого швейцарського зенненгунда. Бернський зенненгунд і великий швейцарський зенненгунд є двома з чотирьох характерних порід собак швейцарського пасовищного кластера, яких врятував від вимирання та відродив Шертенліб наприкінці 1800-х років.